# Nesapterus obscurans
Nesapterus obscurans är en skalbaggsart som beskrevs av Scott 1908. Nesapterus obscurans ingår i släktet Nesapterus och familjen glansbaggar. Inga underarter finns listade i Catalogue of Life.